# U-71号潜艇 (1915年)
陛下之71号潜艇是德意志帝国海军建造的UE级潜艇或称U艇的首艇。它由汉堡的伏尔铿船厂承建，于1915年10月31日下水，至同年12月20日交付使用。U-71号是在第一次世界大战期间服役的329艘德国潜艇之一，曾参加过大西洋潜艇战。在其十二次巡逻中，共击沉协约国或中立国的17艘商船（14964总吨）和2艘军舰（2731吨）。1919年2月23日，U-71号被引渡至法国正式投降，并最终于1921年在瑟堡拆解报废。

## 设计
U-71号是德意志帝国海军潜艇局（U-Boot-Inspektion）于1914年底开发的UE级布雷潜艇（UE-I型）的首艇，这是官方设计的第45号方案，计划具有更长的续航里程以及较短的工期。
U-71号为单壳体远洋潜艇，配有鞍形水柜。其全长为56.80米；舷宽5.90米，当中的耐压壳体宽为5米；有4.86米的吃水深度。其水上排水量为755吨，水下为832吨。艇只搭载有可在水上使用的两台奔驰六缸四冲程（S6 Ln型）柴油发动机，总功率为900匹公制馬力（662千瓦特）；以及可在水下使用的西门子-舒克特双电动发电机，总功率同样为900匹公制馬力（662千瓦特）。这些发动机用以驱动双轴、每根轴各一个直径1.6米长的螺旋桨，从而使艇只在水上的最高速度达10.6節（19.6每小時），在水下的最高航速则为7.9節（14.6每小時）。艇只可以7節（13每小時）的速度在水上巡航7,880海里（14,590），或以4節（7.4每小時）的速度在水下巡航83海里（154）。它的潜航深度为50米。
艇只在左舷艏部和右舷艉部分别装备了一具鱼雷发射管，可携带合共4枚鱼雷。两具管道都位于耐压壳体外侧，因此只有在潜艇浮出水面时才能进行操纵和装填。它们仅可用于自卫。在司令塔后方的艉部甲板上则装备有一门88毫米30倍径速射炮用于水面作战，自1918年起又替换为威力更大的105毫米45倍径速射炮。此外，潜艇艉部还设有两具布雷井道，并可搭载34枚水雷。其标准船员编制为4名军官及28名水兵。

## 历史
U-71号是由德意志帝国海军作为E项战时订单（Kriegsauftrag E）于1915年1月6日向汉堡的伏尔铿船厂订购，建造编号为55。艇只于1915年10月31日下水，至同年12月20日在首任艇长、海军上尉胡戈·施密特的指挥下正式交付使用。自1916年4月起，U-71号被分配至北海的第一潜艇区舰队，并一直隶属于该部队至战争结束。除施密特外，瓦尔特·古德上尉（1917年4月20日－11月27日）、奥托·德勒舍上尉（1917年11月28日－1918年1月27日）、里夏德·朔伊伦中尉（1918年1月28日－7月29日）和库尔特·斯莱福格特中尉也曾担任过U-71号艇长。
第一次世界大战期间，U-71号曾在北海完成十八次巡逻（含布雷任务），共击沉协约国或中立国的商船17艘，容积总吨为14964吨；另击沉军舰2艘（2731吨）和辅助军舰1艘（309总吨）。被U-71号击沉的最大型船舶是容积总吨为3553吨的法国客货轮花神号（Flore），它是从阿尔汉格尔斯克驶向布雷斯特的途中，于1917年7月26日在苏格兰费特勒岛以东约8海里（15）处通过由U-71号布设的雷区时触雷沉没。而被U-71号击沉的英国皇家海军军舰则包括有向导舰斯科特号和驱逐舰阿尔斯沃特湖号，均为触雷沉没。
U-71号在战争中幸存了下来，没有被击沉。战后，根据对德停战协议的要求，该艇于1919年2月23日移交英国，并在哈维奇正式向协约国投降。它最终于1921年在法国瑟堡拆解报废。

## 袭击历史摘要
| 日期           | 船名              | 船籍         | 吨位 | 结局       |
| -------------- | ----------------- | ------------ | ---- | ---------- |
| 1916年10月18日 | 格蕾塔号          | 瑞典         | 1370 | 击沉       |
| 1916年10月19日 | 梅库尔号          | 瑞典         | 711  | 击沉       |
| 1916年10月19日 | 诺曼底号          | 瑞典         | 1342 | 击沉       |
| 1916年10月21日 | 龙瑙格号          | 挪威         | 1331 | 击沉       |
| 1916年12月13日 | 梭伦号            | 丹麦         | 137  | 击沉       |
| 1916年12月17日 | 舍夫纳号          | 挪威         | 528  | 击沉       |
| 1916年12月18日 | 赫勒号            | 挪威         | 1106 | 击沉       |
| 1916年12月18日 | 西卡号            | 荷蘭         | 119  | 击沉       |
| 1917年2月19日  | 神翠鸟号          | 英国         | 190  | 击沉       |
| 1917年6月4日   | 俄里翁号          | 丹麦         | 1870 | 击沉       |
| 1917年6月5日   | C·托伦号          | 瑞典         | 269  | 击沉       |
| 1917年6月5日   | 戈塔号            | 瑞典         | 232  | 击沉       |
| 1917年7月20日  | 茜拉号            | 荷蘭         | 223  | 击沉       |
| 1917年7月26日  | 花神号            | 法國         | 3553 | 击沉       |
| 1917年7月26日  | 埃塞尔魏恩号      | 英国         | 3230 | 击伤       |
| 1917年8月14日  | 马约卡号          | 挪威         | 1684 | 击沉       |
| 1917年8月31日  | 金牛号            | 英国         | 128  | 击沉       |
| 1917年10月20日 | 托马斯·斯特拉滕号 | 英國皇家海軍 | 309  | 击沉       |
| 1917年12月12日 | 红梅花雀号        | 英国         | 171  | 击沉       |
| 1917年12月31日 | 德霍普号          | 荷蘭         | 82   | 缴作战利品 |
| 1918年8月15日  | 斯科特号          | 英國皇家海軍 | 1801 | 击沉       |
| 1918年8月15日  | 阿尔斯沃特湖号    | 英國皇家海軍 | 930  | 击沉       |
| 1918年8月20日  | 雪莉号            | 英國皇家海軍 | 820  | 击伤       |

## 脚注
1. ↑  Helgason, Guðmundur. . German and Austrian U-boats of World War I - Kaiserliche Marine - Uboat.net.   [24 December 2014].
2. 1 2 3  Gröner 1991，第10–11頁.
3. 1 2  Helgason, Guðmundur. . German and Austrian U-boats of World War I - Kaiserliche Marine - Uboat.net.   [2015-01-13].
4. 1 2  Helgason, Guðmundur. . German and Austrian U-boats of World War I - Kaiserliche Marine - Uboat.net.   [2015-01-13].
5. 1 2  Helgason, Guðmundur. . German and Austrian U-boats of World War I - Kaiserliche Marine - Uboat.net.   [2015-01-13].
6. 1 2  Helgason, Guðmundur. . German and Austrian U-boats of World War I - Kaiserliche Marine - Uboat.net.   [2015-01-13].
7. 1 2  Helgason, Guðmundur. . German and Austrian U-boats of World War I - Kaiserliche Marine - Uboat.net.   [2015-01-13].
8. ↑  Helgason, Guðmundur. . German and Austrian U-boats of World War I - Kaiserliche Marine - Uboat.net.   [2010-01-24].
9. ↑  Herzog，第48頁.
10. ↑  Herzog，第136頁.
11. ↑  Herzog，第123頁.
12. ↑  Helgason, Guðmundur. . German and Austrian U-boats of World War I - Kaiserliche Marine - Uboat.net.   [2021-10-20].
13. ↑  Helgason, Guðmundur. . German and Austrian U-boats of World War I - Kaiserliche Marine - Uboat.net.   [2021-10-20].
14. ↑  Helgason, Guðmundur. . German and Austrian U-boats of World War I - Kaiserliche Marine - Uboat.net.   [2021-10-20].
15. ↑  Herzog，第139頁.
16. ↑  Helgason, Guðmundur. . German and Austrian U-boats of World War I - Kaiserliche Marine - Uboat.net.   [2015-01-13].